# Distrito de Bazargán
Distrito de Bazargán (en persa, بخش بازرگان) es un distrito (bajsh) de la comarca de Makú,en la provincia iraní de Azerbaiyán Occidental. En 2006, el censo reflejaba una población de 20.342, distribuida en 4098 familias. El Distrito tiene una ciudad, Bazargán.